# Daan Kool
Daan Kool (* 12. Mai 2001 in Zevenhoven) ist ein niederländischer Radsportler und Eisschnellläufer.

## Sportlicher Werdegang
Daan Kool begann seine sportliche Laufbahn als Eisschnellläufer; seine bevorzugten Strecken waren die 500 und 1000 Meter. Als Junior errang er mehrere Titel als Europa- und niederländischer Meister. Mit 13 Jahren begann er mit dem Radfahren als Training für das Eislaufen. Bald nahm er an nationalen Bahnradrennen teil, und er wurde Mitglied des Teams Junior Team Type 1, dessen Mitglieder Junioren mit Typ-1-Diabetes sind.
2018 wurde Kool niederländischer Junioren-Meister im 1000-Meter-Zeitfahren. Im Jahr darauf errang er in Sprint, Keirin, im Zeitfahren sowie im Teamsprint bei den Junioren-Welt- und den Junioren-Europameisterschaften Silber- und Bronzemedaillen. 2020 wurde er Vize-Europameister der Junioren im Keirin, 2021 wurde er U23-Europameister im Zeitfahren.
2023 gewann Kool U23-Europameisterschaft Bronze im 1000-Meter-Zeitfahren und Sprint sowie mit Loris Leneman und Tijmen van Loon Silber im Teamsprint. Im Herbst des Jahres wurde er für die Teilnahme an der UCI Track Champions League nominiert.

## Erfolge
2018
- Niederländischer Junioren-Meister – 1000-Meter-Zeitfahren

2019
- Junioren-Weltmeisterschaft – 1000-Meter-Zeitfahren
- Junioren-Weltmeisterschaft – Sprint
- Junioren-Europameisterschaft – 1000-Meter-Zeitfahren
- Junioren-Europameisterschaft – Sprint, Keirin, Teamsprint (mit Tijmen van Loon und Gino Knies)

2020
- Junioren-Europameisterschaft – Keirin

2021
- U23-Europameister – 1000-Meter-Zeitfahren

2023
- U23-Europameisterschaft – Teamsprint (mit Loris Leneman und Tijmen van Loon)
- U23-Europameisterschaft – 1000-Meter-Zeitfahren, Sprint

2024
- Europameisterschaft – Zeitfahren